# Послание на свети апостол Павла до галатяни
Посланието до галатяните е деветата книга от Новия завет. Това е писмо от апостол Павел до редица ранни християнски общности в Галатия. Учените предполагат, че това е или римската провинция Галатия в южен Анадол, или голям регион, определен от галати, етническа група от келтски хора в централен Анадол. Първоначално писмото е написано на гръцки койне и по-късно е преведено на други езици.
В това писмо Павел се занимава предимно с противоречията около християните от езичниците и Мойсеевия закон през Апостолската епоха. Павел твърди, че галатяните-езичници не е необходимо да се придържат към принципите на Моисеевия закон, особено към религиозното обрязване на мъжете, като контекстуализира ролята на закона в светлината на откровението на Христос. Посланието до галатяните е оказало огромно влияние върху историята на християнството, развитието на християнската теология и изучаването на апостол Павел.
Централният спор в писмото се отнася до въпроса как езичниците могат да се обърнат към християнството, което показва, че това писмо е написано на много ранен етап от църковната история, когато огромното мнозинство от християните са били евреи или еврейски прозелити, които историците наричат евреите християни. Друг показател, че писмото е ранно е, че в писмото няма намек за развита организация в християнската общност като цяло. Това го датира, че е писано по време на живота на самия Павел.

## История

### Датиране
Повечето учени са съгласни, че Галатяните са написани между края на 40-те и началото на 50-те години, въпреки че някои датират оригиналния състав на ок. 50–60г.н.е. Джон Джордан отбелязва, че интересен момент, който трябва да се направи в търсенето на датировката на галатяните, се отнася до това дали това е отговор на Йерусалимския събор или фактор, водещ до събора. Той пише: „Аргументът на Павел в Галатяните произтича ли от решението на Ерусалимския съвет или е дошъл преди Йерусалимския съвет и евентуално е помогнал за оформянето на самото това решение?“ Би било изключително полезно за аргумента на Павел, ако можеше да има споменава решението на Ерусалимския събор, че езичниците не трябва да бъдат обрязвани. Липсата на този аргумент от Павел категорично предполага, че Галатяните са написани преди събора. Тъй като съборът се състоя през 48–49 г.сл.н.е. и Павел евангелизира Южна Галатия през 47–48 г.сл.н.е., най-правдоподобната дата за написването на Галатяните е 48 г.сл.н.е.